# Раннсфьорд
Раннсфьорд (норв. Randsfjorden) — четвёртое по площади озеро Норвегии. Расположено в фюльке Иннландет и границах муниципальных образований Гран и Евнакер.
Название озера происходит от скандинавского слова rǫnd — «край», «полоса».
Длина озера 75 км, а наибольшая ширина — 4,5 км. Площадь озера 137—138 км². Находится на высоте 131—134 м над уровнем моря. Наибольшая глубина по разным оценкам составляет от 120,5 до 131 м. Уровень воды подвержен сезонным колебаниям, амплитуда которых составляет около 2,8 м. Минимальная глубина отмечена в апреле, максимальная приходятся на конец мая. Объём воды озера оценивается примерно в 7 км³. Общая длина береговой линии — 202,9 км. В озеро впадают реки Докка и Этна. Из озера вытекает река Рандсельва. 
В дельте реки Докка в 1990 году создан природный резерват Дельта реки Докка. В 2002 году он получил статус рамсарского водно-болотного угодья. Эта территория находится на путях миграций перелетных водоплавающих птиц. В красную книгу Норвегии занесено 56 видов птиц обнаруженных здесь.  
В 1989 году река Рандсельва была перекрыта плотиной гидроэлектростанции.
В 860 году при переправе через озеро Раннсфьорд провалился под лёд и утонул Хальвдан Чёрный, отец первого короля Норвегии Харальда I.